# Agerø
Agerø là 1 đảo nhỏ của Đan Mạch nằm trong Vịnh hẹp khoét sâu vào đất liền Limfjorden ở phía bắc bán đảo Jutland, giữa đảo Mors và bán đảo Thyholm. Agerø có diện tích là 3,7 km² và có 40 cư dân. 
Về hành chính, Agerø thuộc thị xã Morsø và Vùng Bắc Jutland. 
56°43′B 8°34′Đ / 56,717°B 8,567°Đ